# Bronze Pirinenc
El Bronze Pirinenc (conegut també com a Bronze del Nord-Est) és una fàcies arqueològica que es va estendre per les províncies de Girona, Barcelona, Lleida i la meitat oriental de la d'Osca; així mateix també es va estendre pels departaments del Pirineus-Orientals i Aude.
A partir de la Cultura del vas campaniforme (2750-2300 aC), van aparèixer dos estils regionals a Catalunya, sent un el Pirinenc i l'altre el Salomó (del que va derivar el Grup del Nord-Est). Aquests dos estils van conviure alhora a la provincia de Barcelona i sud de Lleida. A partir del 1650 aC l'estil ceràmic Pirinenc deixa pas a les tasses carenades, a les olles amb cordons llisos o digitats, així com a recipients amb apèndix de botó a la nansa.
No es coneixen gaires assentaments: Lo Lladre (Llo), Collet de Brics (Ardèvol), Institut A. Pous (Manlleu), Roques del Sarró (Lleida), Cedre (Santa Coloma, Andorra).
Es va desenvolupar una avançada metalurgia en bronze: destrals planes, agulles, punyals de reblons, puntes de fletxa, així com una diadema i dos braçalets en espirall trobats a la cova de Montanissell. Possiblement moltes de les tècniques fetes servir van tenir un origen nord-italià en la cultura de Polada (2200-1600 aC).

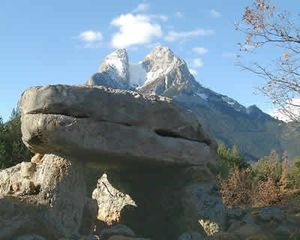
Dolmen de Molers

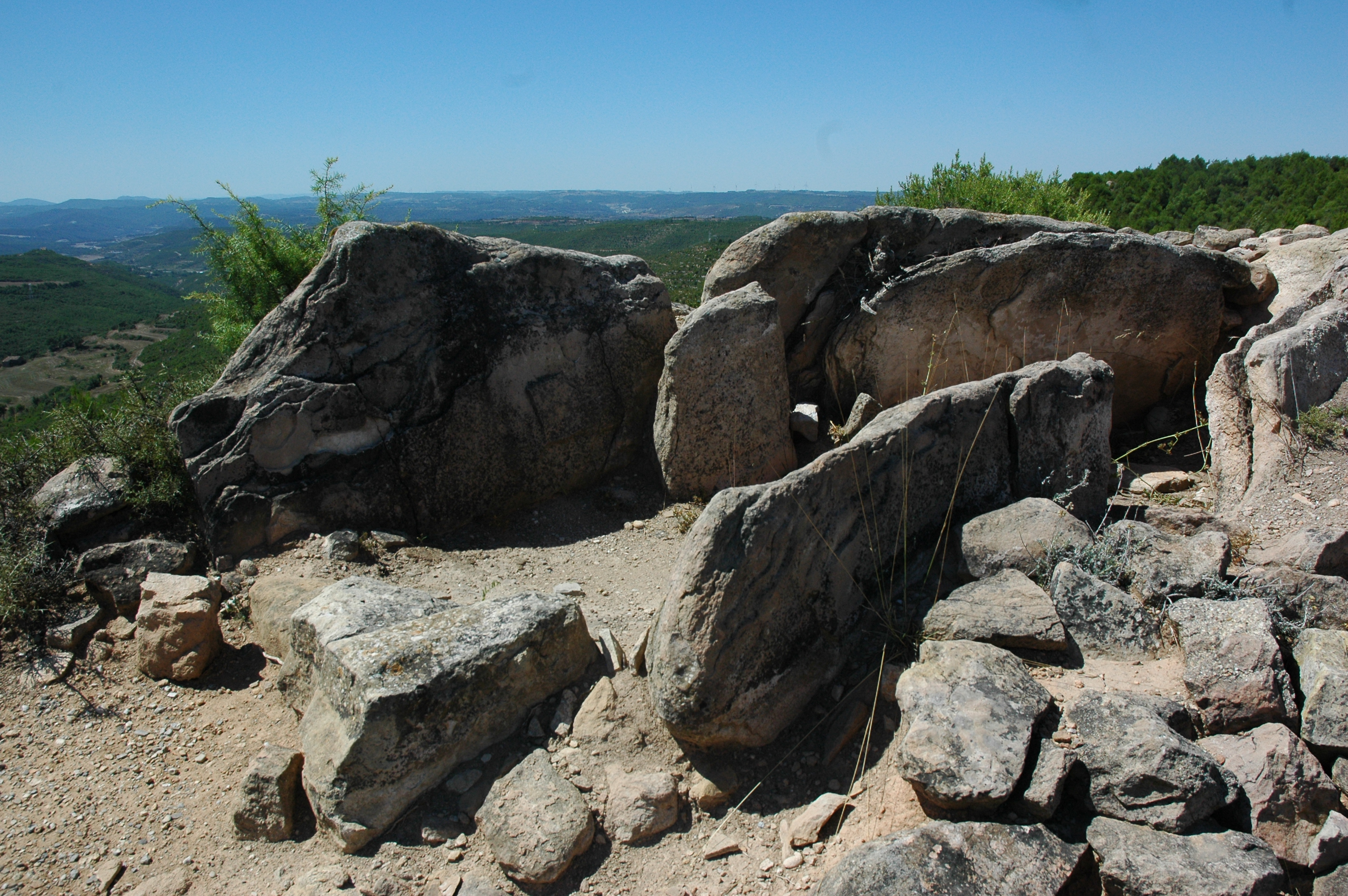
Dolmen de les Maioles

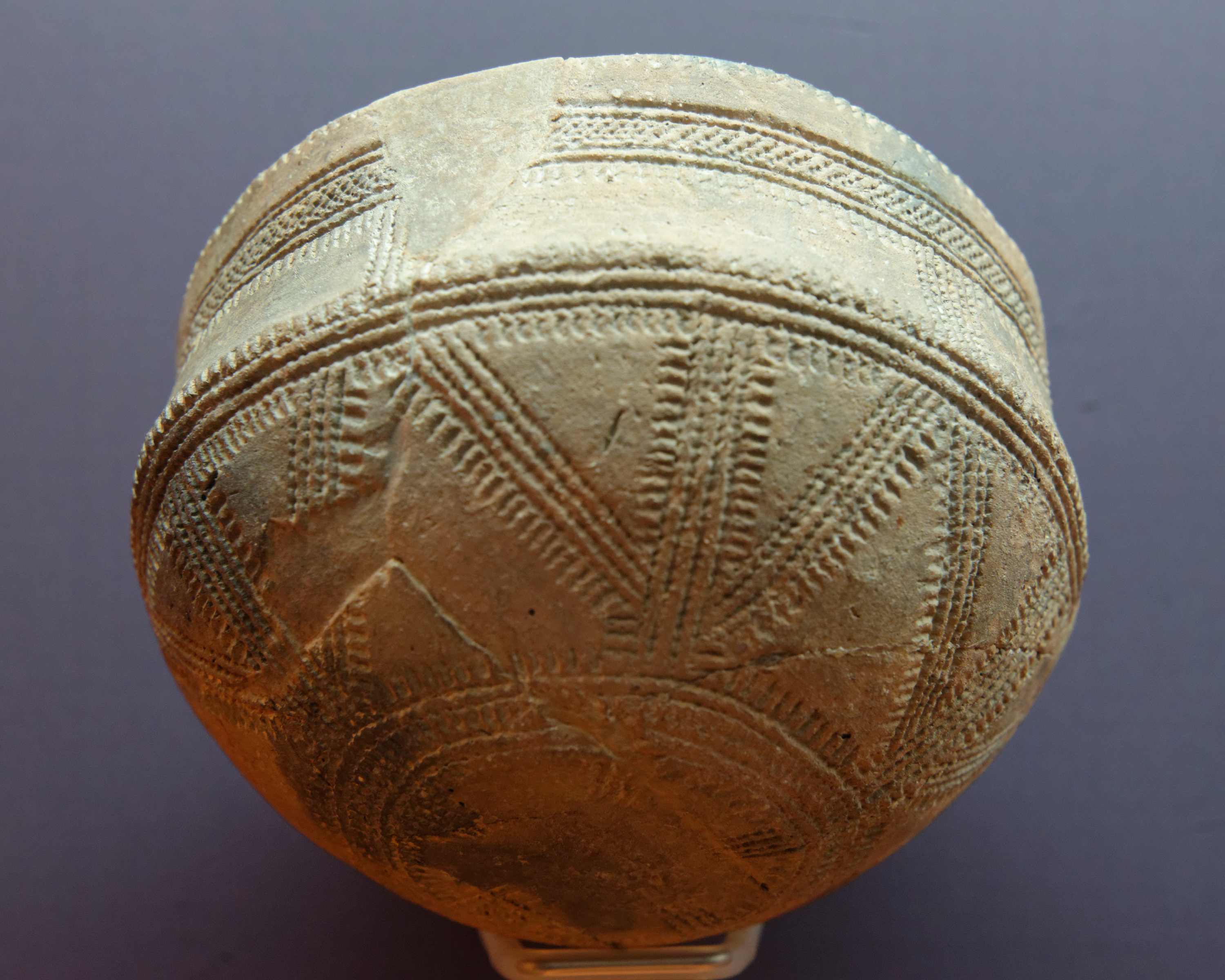
Recipient carenat amb decoració epicampaniforme, assentament de La Riba (Sant Just Desvern)

Es van utilitzar diversos formats funeraris: 
- fosses simples com a Mas d'en Boixos (Pacs),[6] Bosc del Quer (Sant Julià de Vilatorta),[7] Can Bonastre (Martorell).
- reaprofitament de sitges, com Camp Cinzano (1950-1650 aC).
- reaprofitament d'hipogeus: Carrer Paris (Cerdanyola del Vallès).
- fosses-hipogeus (pou amb càmera lateral), per a ús col·lectiu: Mas d'en Boixos (Pacs), Bosc del Quer (Sant Julià de Vilatorta), Can Bonastre de Martorell.
- cistes com Camp Cinzano (Vilafranca del Penedès),[8] o Vall de Miarnau (Llardecans).[9]
- coves amb inhumacions col·lectives: Bòfia de Sant Jaume (Montmajor), Cova M del Cingle Blanc (Arbolí), Cova de la Pesseta (Torrelles de Foix), Galls Carboners (Mont-Ral),[10] Cova del Gegant (Sitges),[11] cova de Montanissell (Call de Nargó).[12]
- paradolmens o coves-dòlmen com Tossal Gros (Torroella de Montgrí), Masia (Torrelles de Foix), Tafania (Ventalló), Balma dels Ossos (Sallent), Cova Verda (Sitges), etc.
- dolmens (cambres pirinenques o cambres simples) amb túmul: Creu de la Llosa, Serrat d'en Jacques, Santes Masses (Solsona), Molers (Saldes), Castelltallat (Sant Mateu de Bages), Serra de Clarena (Castellfollit del Boix), Maioles (Rubió), etc.[13][14][15]

Pel que fa a les tradicions megalítiques del Bronze Pirinenc, cal incloure també el menhirs i cròmlec de Mas Baleta (La Jonquera).